# Mali Tabor
Mali Tabor is een plaats in de gemeente Hum na Sutli in de Kroatische provincie Krapina-Zagorje. De plaats telt 370 inwoners (2001).